# Carne di gatto

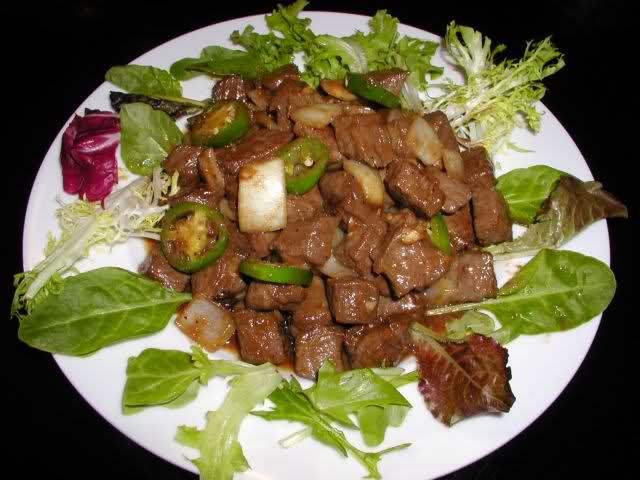
Un piatto di carne di gatto in Vietnam

La carne di gatto è la carne preparata da gatti domestici per il consumo umano. In alcuni paesi la carne di gatto è un alimento comune, mentre in altri è stata consumata solo in piccole quantità, in situazioni di disperazione, durante periodi di guerra, carestia o povertà.

## Storia
È stato scoperto che le feci umane preistoriche contengono ossa di gatti selvatici dell'Africa. Ci sono resoconti antichi di gatti consumati nella provincia romana della Gallia Narbonense (Francia meridionale).
I gatti venivano mangiati in Spagna durante il XVII secolo. Nel XVIII secolo, in Francia, i gatti domestici venivano utilizzati nella produzione di carne, con ricette pubblicate a partire dal 1740.
La carne di gatto era utilizzata come cibo più ampiamente in situazioni di carestia o conflitti, in particolare durante entrambe le guerre mondiali.

## Africa

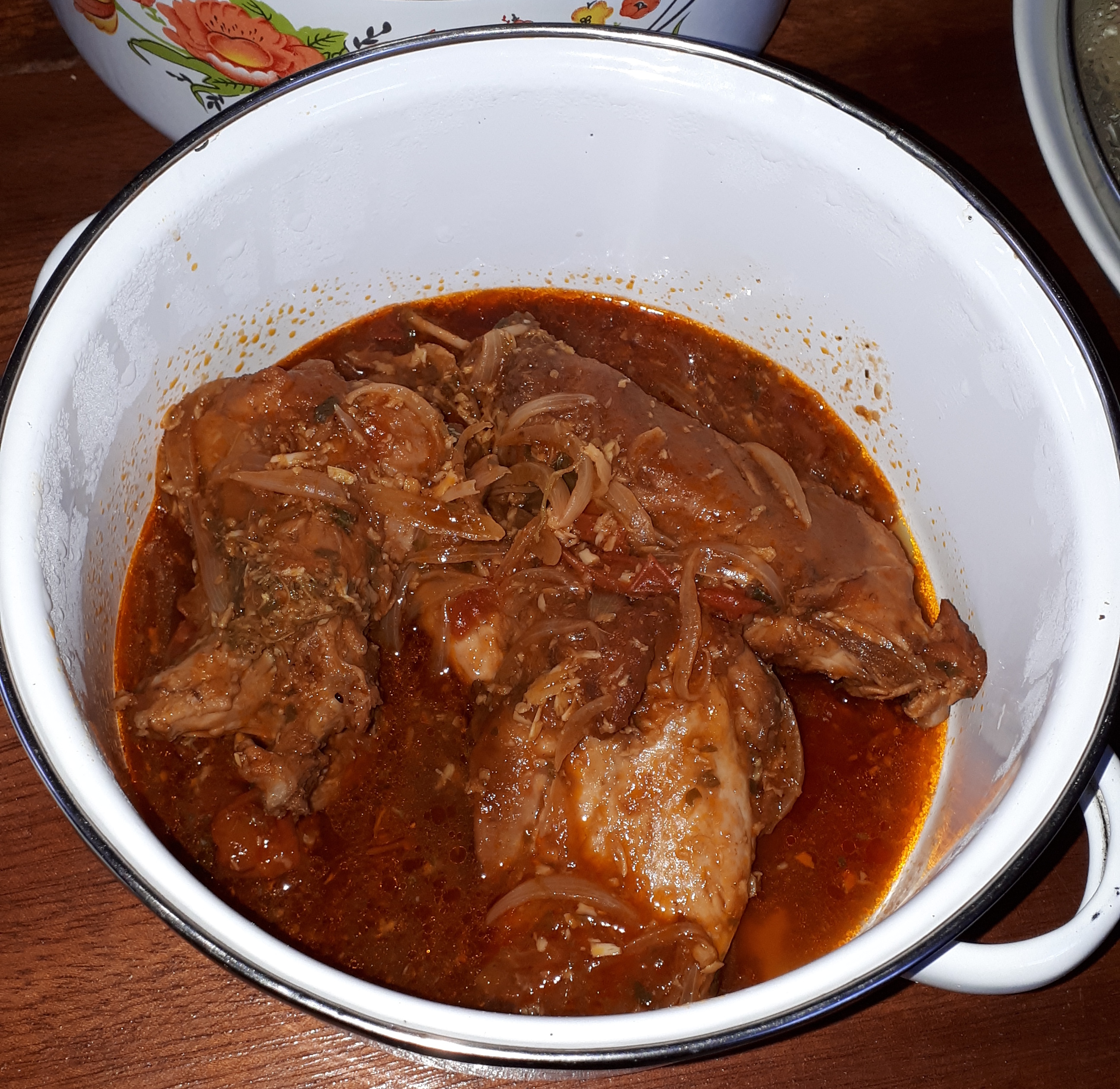
Piatto a base di gatto, cucinato nella Repubblica Centrafricana

In alcune culture del Camerun, esiste una cerimonia speciale che prevede il consumo di gatti, si pensa porti fortuna.

## Asia

### Cina continentale
Secondo Humane Society International, Agence France-Presse, e la BBC, la carne di gatto non è molto consumata in Cina. Ma nelle province di Guangdong e Guangxi della regione culturale di Lingnan, alcune persone, soprattutto anziane, considerano la carne di gatto un buon alimento riscaldante durante i mesi invernali. L'Associated Press riferiva nel 2008 che la popolazione della provincia del Guangdong, nella Cina meridionale (popolazione poco più di 113 milioni) mangiava 10 000 gatti al giorno.
Nel Guangdong, la carne di gatto è l'ingrediente principale del piatto tradizionale drago, tigre, fenice (serpente, gatto, pollo), che si dice fortifichi l'organismo.
I raccoglitori di gatti organizzati forniscono ai ristoranti del sud animali che spesso provengono dalle province di Henan, Hubei, Anhui e Jiangsu. Il 26 gennaio 2010, la Cina lanciò la sua prima bozza di proposta per proteggere gli animali del paese dai maltrattamenti, tra cui una misura per incarcerare le persone – per periodi fino a 15 giorni – per aver mangiato carne di cane o di gatto.
Con l'aumento dei gatti come animali domestici in Cina, è cresciuta l'opposizione al loro uso tradizionale come alimento. Espandendosi a più di 40 società affiliate, la Chinese Animal Protection Network nel gennaio 2006 ha iniziato a organizzare proteste ampiamente pubblicizzate contro il consumo di cani e gatti, a partire da Guangzhou, per poi proseguire in più di dieci altre città "con una risposta molto positiva da parte del pubblico". Il Beijing News ha riferito nel 2014 e nel 2015 che le autorità di Pechino e Tianjin, rispettivamente, hanno scoperto gatti selvatici e randagi utilizzati come parte del commercio di carne di gatto, il che ha suscitato l'indignazione di molti internauti cinesi. Un sondaggio condotto da Animals Asia nel 2015 ha rilevato che almeno il 70-80% degli intervistati cinesi ha convenuto che non era accettabile mangiare cani e gatti se erano stati maltrattati o torturati durante l’alimentazione e la macellazione.

### Giappone
In Giappone, i gatti venivano talvolta mangiati fino alla fine del periodo Edo. Ad Okinawa, si credeva fosse efficace contro la costocondrite, la bronchite, le malattie polmonari e le emorroidi, e veniva consumato sotto forma di zuppe, come la Maya-no-Ushiru.

### India
Secondo HuffPost e alcuni organi di informazione indiani nel 2016, la carne di gatto veniva servita come carne di montone in alcune parti di Chennai e consumata principalmente dalla comunità Narikuravar nella città. Nello stesso anno erano state fatte delle accuse online secondo cui alcuni abitanti di Narikuravar cacciavano gatti randagi e selvatici per la loro carne a Bangalore.
La carne di gatto è una proteina tradizionale consumata nella dieta del popolo Irula dell'India meridionale.

### Indonesia
La carne di gatto è stata presentata all'Extreme Market nella città di Tomohon, nel Sulawesi settentrionale.

### Corea del Sud
In Corea del Sud, la carne di gatto veniva tradizionalmente trasformata in un tonico, usato come rimedio popolare contro la nevralgia e l'artrite, ma non comunemente come alimento. Il consumo moderno è più probabile che avvenga sotto forma di zuppa di gatto, anche se il numero di persone che consumano zuppa di gatto è considerato minimo, rispetto alla carne di cane, relativamente popolare. Julien Dugnoille riportò in The Conversation che la carne di gatto è consumata principalmente dalle donne di mezza età della classe operaia per i presunti benefici per la salute, e che di solito sono necessari 10 gatti per produrre una piccola bottiglia di soju di gatto, o (un elisir alcolico che si pensa tenga a bada l'artrite per alcune settimane alla volta). Secondo In Defense of Animals, in Corea del Sud ogni anno vengono uccisi 100 000 gatti per produrre il soju di gatto. Nel Paese i gatti non vengono allevati per la loro carne, quindi il commercio riguarda animali selvatici e randagi. Tuttavia, il commercio avviene per lo più in clandestinità e la stragrande maggioranza della popolazione non è nemmeno a conoscenza dell'esistenza del consumo di gatti nel Paese. Inoltre, mangiare carne di gatto è fortemente stigmatizzato in tutto il paese, a differenza del mangiare carne di cane, che è spesso criticato ma non universalmente stigmatizzato.

### Malaysia
Secondo la sezione malese di Friends of the Earth, la carne di gatto non è illegale in Malesia. L'organizzazione ha riferito che alcuni cittadini vietnamiti avevano venduto carne di cane e di gatto in un paio di città, un'accusa ripetuta da Coconuts Media. Secondo The Star nel 2012, la carne di gatto era popolare tra alcuni cittadini del Myanmar nel paese.

### Taiwan
Nell'ottobre 2017, la legislatura nazionale di Taiwan, nota come Yuan legislativo, ha approvato degli emendamenti alla legge sulla protezione degli animali del paese che "vietano la vendita e il consumo di carne di cane e gatto e di qualsiasi prodotto alimentare che contenga la carne o altre parti di questi animali".

### Vietnam
In Vietnam si mangia carne di gatto. Di solito lo si vede nei menù con l'eufemismo tiểu hổ, letteralmente "piccola tigre" o "cucciolo di tigre", piuttosto che con il letterale thịt mèo. Secondo la gente del Vietnam del Nord, le galle di gatto hanno proprietà afrodisiache. Tuttavia, nel 2018, i funzionari della città di Hanoi hanno esortato i cittadini a smettere di mangiare carne di cane e di gatto, esprimendo preoccupazione per i metodi crudeli con cui vengono macellati gli animali e per le malattie che questa pratica diffonde, tra cui la rabbia e la leptospirosi. La ragione principale di questa esortazione sembra essere il timore che la pratica del consumo di cani e gatti, la maggior parte dei quali sono animali domestici rubati, possa offuscare l'immagine della città come "capitale civilizzata e moderna". Secondo i dati di uno studio di mercato condotto da Four Paws, circa l'8% delle persone che vivono ad Hanoi ha consumato carne di gatto nel corso della propria vita.
Secondo The Independent nell’aprile 2020, il COVID-19 ha portato ad un aumento delle vendite di carne di cane e di gatto in Vietnam (e Cambogia) a causa dei loro presunti benefici per la salute contro il virus.

## Europa

### Austria
L'articolo 6, comma 2 della legge sulla protezione degli animali vieta l'uccisione di gatti e cani a fini di consumo alimentare o per altri prodotti.

### Belgio
Nel gennaio 2011, l'Agenzia federale belga per la sicurezza della catena alimentare ha dichiarato che alle persone non è consentito uccidere gatti a caso che camminano nel loro giardino, ma "da nessuna parte della legge si dice che non si possa mangiare il proprio gatto, cane, coniglio, pesce o altro. Bisogna semplicemente ucciderli in un modo rispettoso degli animali".

### Danimarca
Nel giugno 2008, tre studenti della Scuola danese di media e giornalismo pubblicarono le foto di un gatto che veniva macellato e mangiato su Citat, una rivista per studenti di giornalismo. Il loro obiettivo era quello di creare un dibattito sul benessere degli animali. Il gatto è stato ucciso dal suo proprietario, un contadino, e sarebbe stato soppresso in ogni caso. L'allevatore ha macellato il gatto nel rispetto dei limiti previsti dalla legge danese. Ciò ha portato a critiche del gruppo danese per il benessere degli animali Dyrenes Beskyttelse, e minacce di morte ricevute dagli studenti.

### Italia
Nel febbraio 2010, in un programma televisivo di cucina, il critico gastronomico italiano Beppe Bigazzi raccontò che durante la carestia della Seconda Guerra Mondiale, lo stufato di gatto era un piatto "succulento" e molto conosciuto nella sua zona d'origine, il Valdarno, in Toscana. In seguito affermò di aver scherzato, ma aggiunse che storicamente nella zona i gatti venivano mangiati durante i periodi di carestia. Fu ampiamente criticato dai media per i suoi commenti e alla fine fu escluso dalla rete televisiva.
Il consumo di gatti è uno stereotipo attribuito agli abitanti di Vicenza. Vengono scherzosamente chiamati "magnagati", che nella lingua locale significa "mangiatori di gatti".
Secondo il British Butchers' Advocate, Dressed Poultry and the Food Merchant del 1904, "Poco prima di Natale, è consuetudine che un gruppo di giovani uomini nel nord Italia uccida alcuni gatti, li scuoi e li lasci a mollo in acqua per due o tre giorni. Vengono cucinati con grande cura il giorno di Natale e serviti caldi verso l'1:30 pm dopo la messa....Molte persone in Italia, 'in segreto', tengono i gatti come gli inglesi tengono i conigli, per ucciderli. Una pelle di gatto lì vale dieci penny, come il materiale per i manicotti per le ragazze... Bisogna avere una cura straordinaria nel procurarsi gli animali, perché la Società italiana per la protezione dei gatti è vigile, e i reati contro la legge sono seguiti dalla reclusione. Non abbiamo multe in Italia."
Secondo The Dietetic & Hygienic Gazette del 1905, "L'Italia alleva il gatto per il consumo domestico come gli inglesi allevano i conigli. Tuttavia, bisogna farlo in segreto, perché nonostante il profitto nel settore e la richiesta di questa prelibatezza, bisogna fare attenzione alla legge e la Società italiana per la protezione dei gatti è vigile. I reati contro la legge sono puniti con la reclusione. I gatti vengono comunque allevati per il mercato. Ingrassato con il miglior latte, un esemplare selezionato raggiunge il peso di quindici libbre".
La canzone genovese Crêuza de mä scritta da Fabrizio De André cita il pasticcio agrodolce di lepre dei coppi (cioè del gatto, spacciato per una specie di carne di coniglio).

### Svizzera
Secondo l'Ufficio per la sicurezza alimentare e veterinaria, la vendita di carne di cane o di gatto non è consentita, ma è legale per le persone mangiare i propri animali. Nel 1993 il parlamento svizzero ha respinto la modifica delle leggi volte a proteggere i cani e i gatti dal consumo umano.

### Altre aree
A volte i gatti venivano mangiati come cibo durante i periodi di carestia, durante gli inverni rigidi, i raccolti scarsi e i periodi di guerra. I gatti hanno acquisito notorietà come conigli di tetto (in tedesco Dachhase) nei tempi duri dell'Europa centrale durante e tra la prima e la seconda guerra mondiale.

## Oceania

### Australia
Gli aborigeni australiani della zona di Alice Springs arrostiscono i gatti selvatici sul fuoco. Hanno anche sviluppato ricette per lo stufato di gatto. Anche altri abitanti della zona hanno adottato questa usanza, giustificandola con il fatto che i felini rappresentano "una seria minaccia per la fauna autoctona australiana". Gli scienziati hanno avvertito che mangiare gatti selvatici potrebbe esporre gli esseri umani a batteri e tossine nocive.

## America

### Argentina
In due servizi televisivi del 1996 di diverse reti, Telefe Noticias e Todo Noticias, alcuni cittadini di una baraccopoli di Rosario, Santa Fe, Argentina, hanno dichiarato che, durante una crisi economica, hanno dovuto dare da mangiare carne di gatto ai bambini del quartiere, e hanno commentato: "Non è denigratorio mangiare il gatto, mantiene lo stomaco dei bambini pieno".
Sebbene la validità di questi resoconti sia stata messa in discussione in un libro dai giornalisti Gabriel Russo e Edgardo Miller, questi autori non hanno prodotto alcuna prova né hanno registrato alcuna confessione di qualcuno che affermasse di essere responsabile della falsificazione. Inoltre, è stato riferito che l'allora sindaco di Rosario era la fonte della voce secondo cui le reti televisive avrebbero messo in scena una pièce teatrale solo per screditare il governo municipale della città. Nel 2013, Josefa Villalba, ex consigliera comunale nel 1996, dichiarò che prima dei servizi televisivi aveva denunciato al governo municipale locale il fatto che i bambini venivano nutriti con i gatti, ma i vertici del governo municipale cercarono di farla tacere. Un resoconto contemporaneo su La Nación, un quotidiano di riferimento argentino, riportò una citazione di un abitante della baraccopoli: "Quando i bambini vengono a chiedere qualcosa da mangiare, non ha senso dare loro nulla, quindi usciamo e andiamo a caccia di gatti, qualsiasi cosa per sfamarli".

### Perù
Il gatto non è un piatto ricorrente nei menù peruviani, ma viene utilizzato in piatti come la fricassea e gli stufati, particolarmente abbondanti in due località specifiche del paese: la città meridionale di Chincha Alta (regione di Ica, prevalentemente afro-peruviana) e la città andina centro-settentrionale di Huari (regione di Ancash). Utilizzate principalmente dagli afro-peruviani, le tecniche di cottura del gatto vengono illustrate ogni settembre durante un festival noto come "El Festival Gastronomico del Gato" (il Festival Gastronomico del Gatto) o "Miaustura", parte del festival di Sant'Efigenia nella città di La Quebrada nel distretto di San Luis, Cañete.
Nell'ottobre 2013, un giudice vietò la festa annuale, che si teneva ogni settembre a La Quebrada per commemorare l'arrivo dei coloni costretti a mangiare gatti per sopravvivere, sostenendo che era crudele nei confronti degli oltre 100 gatti allevati appositamente per l'evento, che venivano tenuti in gabbia per un anno prima della festa. Il giudice citò anche preoccupazioni sulla sicurezza alimentare della carne, che ha suscitato critiche da parte dei residenti che sostengono che la carne di gatto è molto più nutriente di quella di coniglio o di anatra e che è stata a lungo consumata a livello globale senza alcun effetto deleterio. Il festival si è comunque tenuto nuovamente nel 2017.
Nello stesso mese, un giudice la festa di Curruñao, nella cittadina di San Luis. La gente del posto dice che la festa, in cui i gatti vengono annegati, scuoiati, legati a fuochi d'artificio e fatti saltare in aria, risale all'usanza di mangiare gatti da parte degli schiavi africani che lavoravano nelle piantagioni di canna da zucchero in epoca coloniale, e fa parte delle celebrazioni religiose di Santa Efigenia, una santa popolare afro-peruviana.Il giudice affermò nella sua sentenza che il festival "fomentava la violenza basata su atti crudeli contro gli animali che causavano gravi danni sociali e danneggiavano la salute pubblica", e che i minori potevano essere "psicologicamente danneggiati" guardando gli eventi.

### Stati Uniti
Nel dicembre 2018 è entrato in vigore il Dog and Cat Meat Trade Prohibition Act del 2018, che ha reso illegale la macellazione commerciale e il commercio di carne di gatto, punibili con una multa di 5 000 dollari, salvo che non facciano parte di cerimonie religiose dei nativi americani. Prima di tale disegno di legge, il consumo di carne di gatto era legale in 44 stati.

## Religione

### Islam
Le leggi alimentari islamiche proibiscono il consumo di carne di gatto poiché è un predatore terrestre.

### Ebraismo
Le leggi ebraiche Kashrut proibiscono il consumo di carne di gatto poiché è un predatore. Oltre a non essere un predatore, un mammifero deve sia ruminare che avere lo zoccolo fesso per essere considerato kosher.